# Chiesa di Sant'Ambrogio (Torre de' Picenardi)
La chiesa di Sant'Ambrogio è la parrocchiale di Torre de' Picenardi, in provincia e diocesi di Cremona; fa parte della zona pastorale 4.

## Storia
Dalla relazione della visita pastorale del 1599 del vescovo Cesare Speciano s'apprende che la primitiva chiesa di Torre, che aveva come filiale l'oratorio di San Bartolomeo, era compresa nel vicariato foraneo di Pescarolo, che a servizio della cura d'anime c'era il solo parroco.
L'antica chiesa fu riedificata per volontà della famiglia dei marchesi Picenardi tra il 1710 e il 1724 L'aula infatti conserva le spoglie della beata Elisabetta Picenardi, antenata della famiglia alla quale ogni anno viene dedicata la festa il 19 febbraio.
Nel 1786 i fedeli risultavano essere 446, saliti a 770 nel 1808.
In documenti dell'Ottocento la chiesa risultava inserita nel vicariato di Isola Dovarese, del quale fece parte sino al 29 settembre 1975, giorno in cui fu soppresso.

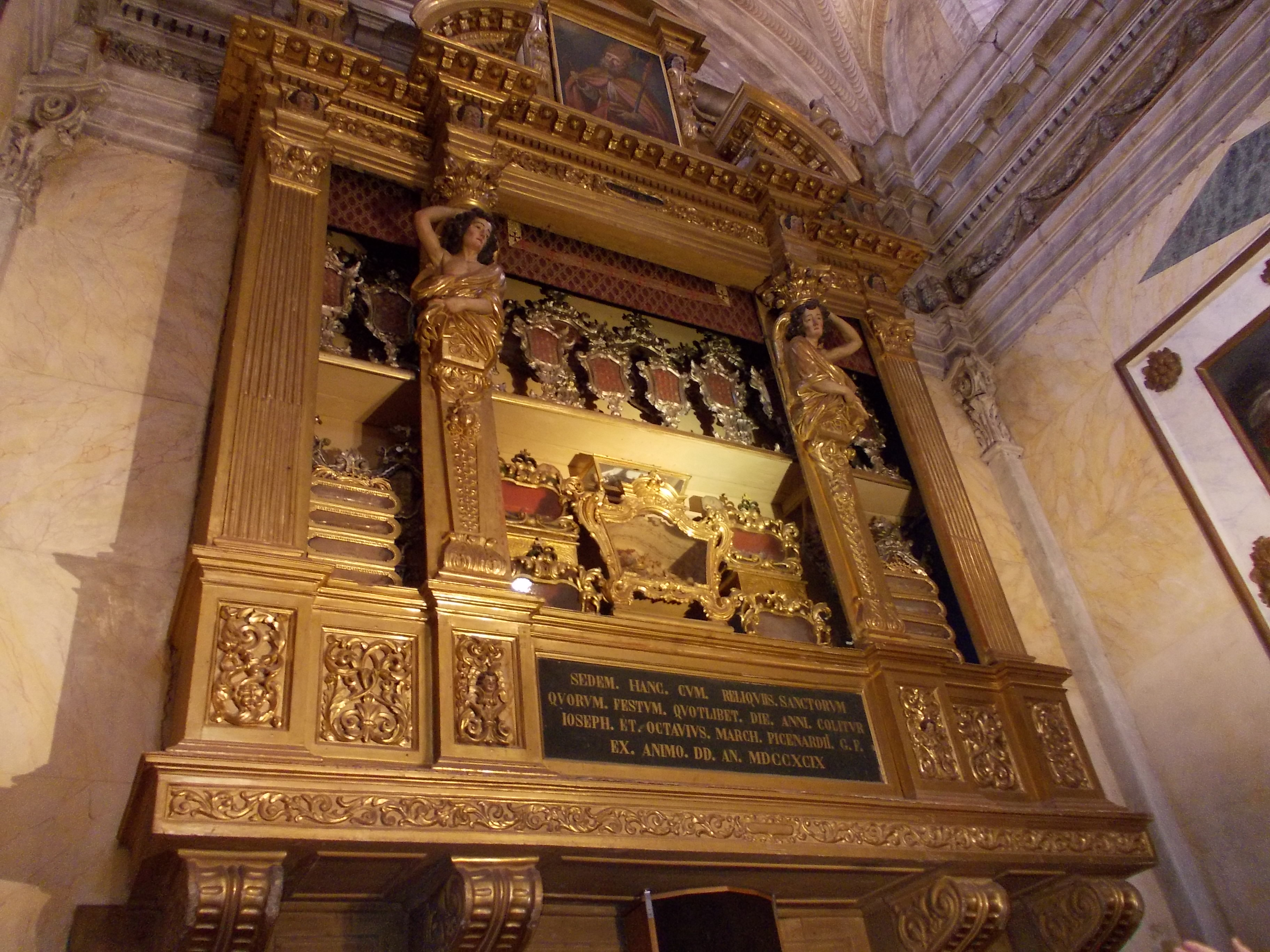
Ancona lignea Francesco Pescaroli

## Interno
Opere di pregio conservate all'interno della chiesa sono l'altare maggiore in marmo, di fattura bresciana, l'ancona lignea contenente ottocento reliquie e realizzata nel 1643 da Francesco Pescaroli per la chiesa cremonese intitolata a san Carlo Borromeo, per essere poi collocata nella chiesa di Torre de' Picenardi nel 1788 come pala d'altare.
La pala raffigurante il Martirio di Sant'Apollonia, opera seicentesca di Jacopo Palma il Giovane, il dipinto con Santa Rosa da Lima con il Bambino e due devoti, realizzato da Giuseppe Nuvolone, la tela che ha come soggetto san Francesco d'Assisi adorante l'ostensorio assieme a due santi francescani, il cui autore è sconosciuto, la pala che rappresenta la Beata Vergine in gloria con i santi Cosma e Damiano, eseguita nel 1606 da mano ignota, sulla controfacciata la tela raffigurante Sant'Ambrogio con il Cristo trionfante precedentemente posta sull'altare maggiore opera settecentesca di scuola cremonese e l'organo, costruito da Giuseppe e Giustiniano Franceschini nel 1855 e situato in cornu Evangelii.